# Vigésimo terceiro problema de Hilbert
O vigésimo terceiro problema de Hilbert é o último dos problemas de Hilbert, exibido em uma célebre lista compilada em 1900 por David Hilbert. Em contraste com os outros 22 problemas de Hilbert, seu vigésimo terceiro não é tanto um "problema" específico mas um incentivo em direção ao desenvolvimento adicional do cálculo de variações. Seu enunciado do problema é um resumo do estado da arte (em 1900) da teoria do cálculo das variações, com alguns comentários introdutórios depreciando a falta de trabalho que tinha sido feito do meio para o final do século XIX.

## Declaração original
A declaração original começa com o seguinte parágrafo:
Até agora, eu mencionei geralmente problemas o mais definidos e especiais quanto possível... No entanto, eu gostaria de fechar com um problema genérico, nomeado com a indicação de um ramo de matemáticos repetidamente mencionados nessa palestra, que, apesar do considerável avanço nos últimos tempos dados por Weiertrass, não recebe o a apreciação geral que, em minha opinião, é merecida, o cálculo das variações.

## Cálculo de variações
Cálculo das variações é um campo da análise matemática que lida com maximização ou minimização funcional, os quais são mapeados de um conjunto de funções para os números reais.   Funcionais são frequentemente expressos como integrais definidas envolvendo funções e suas derivada.   O interesse está em funções extremas - aquelas que fazem o funcional atingir um valor máximo ou mínimo - ou funções estacionárias - aquelas onde a taxa de variação do funcional é zero.

## Progresso
Seguindo o enunciado do problema, David Hilbert, Emmy Noether, Leonida Tonelli, Henri Lebesgue e Jacques Hadamard entre outros, fizeram contribuições significativas ao cálculo das variações. Marston Morse aplicou o cálculo das variações no que agora é chamado teoria Morse. Lev Pontryagin, Ralph Rockafellar e F. H. Clarke desenvolveram novas ferramentas matemáticas para o cálculo das variações na teoria do controle ótimo. A programação dinâmica de Richard Bellman é uma alternativa ao cálculo das variações.  .